# Outines
Outines település Franciaországban, Marne megyében. Lakosainak száma 131 fő (2022. január 1.). Outines Arrembécourt, Bailly-le-Franc, Joncreuil, Arrigny, Châtillon-sur-Broué, Drosnay, Giffaumont-Champaubert, Margerie-Hancourt, Saint-Remy-en-Bouzemont-Saint-Genest-et-Isson és Rives Dervoises községekkel határos.

## Népesség
A település népességének változása:
| Lakosok száma | 223  | 164  | 128  | 147  | 143  | 136  | 134  | 129  | 126  | 131  |
|               | 1968 | 1982 | 1990 | 2006 | 2013 | 2015 | 2017 | 2019 | 2020 | 2022 |